# 恩珀尔斯多夫
恩珀尔斯多夫是奥地利施蒂利亚州莱布尼茨县的一个市镇。总面积14.17平方公里，总人口1299人，人口密度91.7人/平方公里（2005年）。